# Avro 521
El Avro 521 fue un caza biplaza británico que voló por primera vez a finales de 1915, basado en el Avro 504. Sólo se construyó un prototipo del Avro 521.

## Diseño y desarrollo
El aparato era un compendio de características de varias variantes del Avro 504. Los larguerillos superiores rectos lo hacían un derivado del prototipo del 504, aunque los alerones de corta envergadura y la disposición del timón y patín de cola provenían del 504A, la posición de las cabinas y los soportes de la sección central eran del 504E, los soportes en V del tren de aterrizaje provenían del 504G, y el aerodinámico reposacabezas fue copiado del Avro 519. Las cuatro raíces alares estaban recortadas para mejorar la visión hacia abajo, habiendo un solo par de soportes interplanares a cada lado del fuselaje.
Estaba propulsado por un motor rotativo Clerget de 80 kW (110 hp), con provisión para una ametralladora Lewis de 7,7 mm en la cabina trasera.

## Historia operacional
El prototipo fue sometido a pruebas del Real Cuerpo Aéreo (RFC) a principios de 1916, y se encargaron 25 aviones posteriormente. Sin embargo, este contrato fue cancelado y no hay evidencias de que se construyera otro ejemplar. El prototipo se estrelló en la Escuela Central de Vuelo de Upavon el 21 de septiembre de 1916, muriendo el piloto, teniente W.H.S. Garnett.

## Operadores
Reino Unido
- Real Cuerpo Aéreo

## Especificaciones
Referencia datos: Avro Aircraft since 1908

### Características generales
- Tripulación: Dos (piloto y artillero)
- Longitud: 8,6 m (28,2 ft)
- Envergadura: 9,1 m (30 ft)
- Altura: 3 m (9,8 ft)
- Superficie alar: 24,7 m² (265,9 ft²)
- Peso vacío: 522 kg (1150,5 lb)
- Peso cargado: 905 kg (1994,6 lb)
- Planta motriz: 1× motor rotativo de nueve cilindros refrigerado por aire Clerget 9Z.
  - Potencia: 82 kW (113 HP; 112 CV)
- Hélices: Bipala de madera de paso fijo

### Rendimiento
- Velocidad máxima operativa (Vno): 152 km/h (95 MPH; 82 kt)
- Alcance: 4 h 30 min
- Tiempo a altitud: 14 min para 1800 m (6000 pies)

### Armamento
- Ametralladoras: 

  - 1x Lewis de 7,7 mm en montaje trasero

## Aeronaves relacionadas

### Secuencias de designación
- Secuencia Numérica (interna de Avro): ← 511 - 514 - 519 - 521 - 523 - 527 - 528 →